# Крочете II (Мачерата)
Крочете II (итал. Crocette II) насеље је у Италији у округу Мачерата, региону Марке.
Према процени из 2011. у насељу је живело 25 становника. Насеље се налази на надморској висини од 197 м.